# Partito Proibizionista

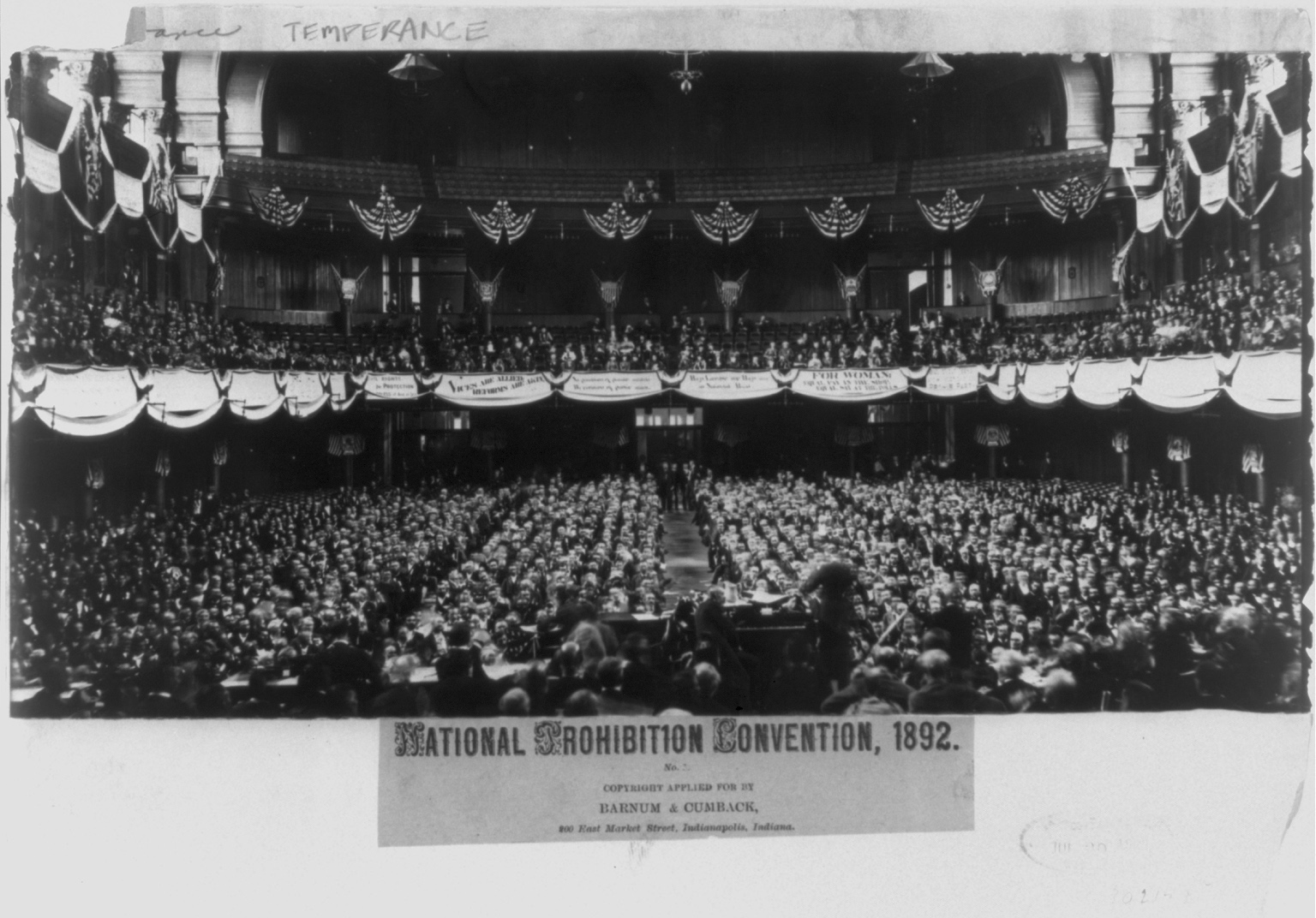
National Prohibition Convention, Cincinnati, Ohio, 1892.

Il Partito Proibizionista (PRO) è un partito politico statunitense fondato nel 1869.

## Storia
Nato in seguito alla diffusione del movimento per la temperanza, come si evince dal nome sostenne la proibizione dell'uso di bevande contenenti alcol. Molto conservatore, il Prohibition Party rappresentò una forza significativa nella politica statunitense del tardo diciannovesimo secolo e dei primi anni del ventesimo. Il partito ebbe il suo "battesimo di fuoco" alle elezioni presidenziali del 1872, dove il proprio candidato James Black ottenne però solo lo 0,1% dei voti. Per molti anni quella proibizionista fu una lista di nicchia nello scacchiere politico statunitense; il primo risultato di un certo rilievo venne ottenuto alle elezioni presidenziali del 1884, dove l'alfiere proibizionista John St. John prese l'1,5% dei consensi. Il Partito balzò agli onori della cronaca nel 1887 allorché una sua esponente, Susanna Madora Salter di Argonia (Kansas), divenne la prima donna sindaco degli Stati Uniti.
Alla fine del XIX secolo le idee proibizioniste si diffusero maggiormente e nelle presidenziali del 1888 Clinton B. Fisk conseguì il 2,2% dei suffragi, posizionandosi al terzo posto dopo il candidato democratico e quello repubblicano. Alle successive elezioni presidenziali del 1892 John Bidwell avrebbe sicuramente migliorato tale risultato, ma fu costretto a bissarlo a causa della forte presenza del concorrenziale Partito Populista. All'inizio del Novecento il partito fece una scelta precisa e più che una lista politica si presentò come un movimento d'opinione: conseguentemente, mentre le iniziative e le manifestazioni pubbliche dei proibizionismo riempivano le piazze, i risultati elettorali tornarono ad essere magri. Alle presidenziali del 1916, le ultime prima del proibizionismo, il candidato del PP Frank Hanly racimolò solo l'1,2% dei suffragi.
Il 16 gennaio 1919 il governo statunitense si vide costretto a ratificare, tramite il XVIII emendamento, la legge per cui "viene vietata la produzione, la vendita e il trasporto di alcolici": questo fu sicuramente il più grande successo del Prohibition Party e infatti questa nuova politica americana di divieto assoluto dell'alcol venne chiamata proibizionismo. Da quel momento in poi, però, il partito entrò in una profonda crisi: l'aver raggiunto il proprio obiettivo lo svuotava ideologicamente e successivamente i danni provocati dall'avventura proibizionista fecero alienare al PP le simpatie popolari. Dal 1933 in poi, anno in cui l'alcol tornò ad essere legale, il Partito Proibizionista ottenne sempre consensi minimi (spesso inferiori allo 0,1%), mentre la maggior parte degli elettori preferivano accasarsi al Partito Repubblicano.
Dal 1977 al 1980, il partito fu ribattezzato National Statesman Party nel tentativo di svecchiarlo, ma il tentativo non riuscì. Negli anni ottanta e novanta il PP fu dominato dalla figura di Earl Dodge, più volte candidato alle elezioni e scomparso nel 2007: il suo comando tuttavia è stato contestato da alcuni, che hanno creato una fazione a lui ostile. Nel 2003 una scissione interna, che vide la nascita del National Prohibition Party, rese ancor più piccolo il partito. Ultimo leader dei proibizionisti è stato il sacerdote Gene Amondson, candidato alle elezioni presidenziali del 2004 e del 2008, deceduto nel 2009.